# Pedro Aparicio Sánchez
Pedro Aparicio Sánchez (n. 4 octombrie 1942, Madrid, Noua Castilie⁠(d), Spania – d. 25 septembrie 2014, Málaga, Andaluzia, Spania) a fost un om politic spaniol și membru al Parlamentului European în perioada 1999-2004 din partea Spaniei. 
1. ↑  Deputații în Parlamentul European